# Bois Joli
Bois Joli es una localidad de Santa Lucía, que forma parte del distrito de Dennery.